# Instantoverschrijving
Een instantoverschrijving of instantbetaling is een betaling tussen twee bankrekeningen waarbij het geld binnen enkele seconden beschikbaar is op de rekening van de begunstigde.
De European Payments Council (EPC) publiceerde hiervoor een basisschema dat nog verder technisch uitgewerkt diende te worden door de aanbieder van het Clearing and Settlement Mechanism (CSM). Volgens dit schema moeten betalingen tot €15.000,- binnen de eurolanden in maximaal 10 seconden verwerkt worden, ongeacht datum of tijdstip.
Het nieuwe betalingsprotocol is de opvolger van de SEPA Credit Tranfer (SCT) en wordt SEPA Instant Credit Transfer (SCT inst) genoemd. Achter de schermen gebeuren binnen die enkele seconden verschillende zaken:
- Uitwisseling van verschillende ISO 20022 berichten via een tussenpartij (CSM) die als onafhankelijke 'scheidsrechter' bepaalt of de betaling doorgaat of niet:
  - betalingsopdracht (pacs.008)
  - betalingsbevestiging (pacs.002)
- controles, reserveringen en boekingen bij zowel opdrachtgevende als begunstigde bank
- clearing en settlement

## Uitrol in België en Nederland
In België werd in 2017 onder impuls van Febelfin een systeem uitgewerkt waarbij betalingen via CSM STET binnen 5 seconden worden afgewerkt. Sedert maart 2019 worden instantbetalingen tussen bepaalde Belgische banken uitgevoerd.
In Nederland echter, heeft zich bij de banken een tweedeling voorgedaan, waarbij de bank ABN-Amro als eerste koos voor de uitrol van de Europese standaard rond eind 2017, en de Nederlandse fintech start-up bunq zich enkele weken later eveneens op aansloot.
Hierna blijft het enkele jaren stil, totdat het Nederlandse Instant Payments systeem wordt geïmplementeerd door Betaalvereniging Nederland. In eerste instantie doen ASN Bank, ING, KNAB, Rabobank, RegioBank en SNS mee. Na 6 maanden van testen van het systeem, zijn in januari 2019 de eerste Instant Payment-transacties in Nederland uitgevoerd tussen deze banken. En haakte ook ABN-Amro aan. De geleidelijke uitrol voor consumenten gaat in het voorjaar van 2019 van start. Medio 2019 moeten alle mobiele en internetbetalingen binnen Nederland direct overgeschreven worden. De Nederlandse banken streven ernaar om de betalingen onderling nog sneller te verwerken dan de voorschriften van de EPC en hanteren een maximum van 5 seconden.

## Europa
Op de grensoverschrijdende bankenmarkt bouwen concurrerende CSM's momenteel hun Europees netwerk uit: EBA-RT1 en TIPS.
Banken kunnen namelijk zelf beslissen of en via welke CSM ze een (instant)overschrijving uitvoeren naar een andere bank.
Nagenoeg alle banken binnen de eurozone moeten vanaf januari 2025 Instant Payments kunnen ontvangen en vanaf oktober 2025 kunnen versturen. Daarnaast zullen zij vanaf oktober 2025 verification-of-payee (zoals de Nederlandse IBAN-Naam Check) moeten aanbieden.